# Хавкіна Любов Борисівна
Любо́в Бори́сівна Ха́вкіна (в шлюбі Хавкіна-Гамбурґер, *24 квітня 1871, Харків — † 2 червня 1949) — українська та російська бібліотекознавиця і бібліографка, 1945 — заслужена діячка науки РСФСР, 1949 — доктор педагогічних наук. Нагороджена орденом «Знак Пошани» — 1945.

## Життєпис

Меморіальна дошка у Харкові

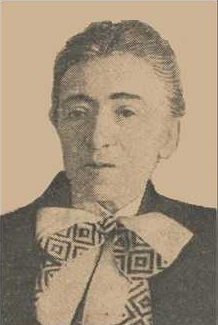
Любов Хавкіна у похилому віці

Походить з родини медиків — батько був досить відомим лікарем, перекладав праці видатних німецьких вчених — медиків, мати — фельдшерка, сім'я виховувала трьох дітей. Батьки входили до складу Харківського товариства розповсюдження серед народу грамотності та Товариства попечителів для бідних студентів.
Закінчила другу Харківську жіночу гімназію із золотою медаллю (1887 року), 1893 — музичне училище з атестатом першого ступеня — «Теорія музики».
1888 року почала працювати у приватній недільній школі Христини Алчевської — до 1891 вчителювала. Керувала позакласним читанням трьох груп учнів, з іншими вчительками була укладачкою третього тому навчально-бібліографічного посібника «Що читати народу» — Лев Толстой написав позитивну рецензію.
В 1890—1912 роках працювала у Харківській публічній бібліотеці. Активно брала участь в роботі Харківської жіночої недільної школи Христини Алчевської.
1891 року на загальних зборах Харківського товариства грамотності обраний комітет для організації бібліотек-читалень, Хавкіна входить до його складу — брала участь у його діяльності аж до 1920-го. 1 грудня 1891 було відкрито Першу народну бібліотеку-читальню. Очолювала музичний відділ газети «Харківські губернські відомості», надруковано понад 100 її нотаток та статей. Брала участь у підготовці «Народної енциклопедії наукових і прикладних знань», підготувавши ряд статей до видання. Із членами спеціальної комісії обстежувала і аналізувала діяльність сільських бібліотек Харківської губернії.
У 1898—1901 роках перебувала в Німеччині — здобувала вищу освіту на філологічному факультеті Університету Фрідріха Вільгельма у Берліні.
За її проєктами було створено два спеціалізовані відділи — нотно-музичний та перший в Російській імперії науковий відділ бібліотекознавства.
Брала участь в III Всеросійському з'їзді діячів з питань професійної та технічної освіти, виступила з доповіддю «Про професійну підготовку бібліотекарів». У доповіді Хавкіна запропонувала перший у бібліотекознавстві Російської імперії проєкт організації бібліотечної освіти — шляхом створення на початку всеросійських курсів, згодом — постійного спеціального навчального закладу, проєкт отримав схвалення з'їзду. 1913 року при міському Народному університеті ім. А. Л. Шанявського в Москві відкрито перші в Російській імперії короткострокові бібліотечні курси, Хавкіна стає їх керівницею.
1912 року була в складі редакційної комісії у створенні «Народної енциклопедії наукових і прикладних знань».
У 1914 році виїздила до США, закінчила літні курси удосконалення — Вища бібліотечна школа (штат Нью-Йорк). Здійснила поїздку — для ознайомлення з організацією бібліотечної справи у США та Канаді. Брала участь у з'їзді американських бібліотекарів в місті Ітака.
За її участі засновано Російське бібліотечне товариство, Хавкіну обрали головою правління Товариства, займала посаду до припинення діяльності Товариства у 1921 році.
Стала організаторкою перших на теренах колишньої Російської імперії бібліотечних курсів — 1918 в Харкові. З того ж року проживає у Москві.
1920 року призначена завідувачкою кабінету бібліотекознавства в Москві, з 1924 року — інститут бібліотекознавства, керувала до 1928.
В часі пошуків «іноземних агентів» Хавкіній пригадали численні закордонні поїздки, її діяльність критикували — «за відсутність партійного підходу до справи, неправильну орієнтацію щодо зарубіжного досвіду, недостатнє знання й узагальнення досвіду роботи радянських бібліотек». Через погіршення здоров'я після 1928 року змушено вийшла на пенсію.
У 1930-х роках посилюється критика так званих «буржуазних бібліотекознавців» — звинувачували за «надпартійність», що громадська бібліотека не повинна перетворюватися на зброю будь-якої партії, що бібліотекар може бути партійним, а бібліотека — безпартійна, праці Хавкіної переставали друкувати.
Під час нацистсько-радянської війни працювала над «Словником бібліотечно-бібліографічних термінів» російською, англійською, німецькою і французькою мовами.
Спадщина Любові Хавкіної — понад 500 публікацій: книги, статті, доповіді, у тому числі іноземними мовами, рецензії та огляди, статті з музики і літератури, переклади наукових праць, художніх творів, передмов тощо, талановиті обробки оповідань для дітей.
Здійснювала переклади наукової, художньої та дитячої літератури з англійської, іспанської, італійської, німецької, французької, шведської мов на російську.
У 1960-ті роки, в першу чергу завдяки працям її учня Юрія Григор'єва, починається переосмислення діяльності Любові Хавкіної. Але офіційна наука ставилася до вкладу Хавкіної ще досить обережно: її внесок вже не критикувався, але й не визнавався важливим. У середині 90-х починається період апологетики Хавкіної, як зазначав дослідник Юрій Столяров, вона зайняла місце на постаменті, яке раніше займали Володимир Ленін та Надія Крупська.

## Праці
- «Бібліотеки, їх організація та техніка», 1904 — отримала подяку від Російського бібліографічного товариства,
- «Керівництво для невеликих бібліотек», 1911 — на довгі роки стає головним підручником при підготовці для бібліотек загальноосвітнього профілю,
- Працювала над перекладом казкової повісті, написаної Сельмою Лагерлеф. В Пітербурзі у 1912 році надрукована вперше в перекладі зі шведської «Чудесное приключение мальчика по Швеции» переклад та передмова Л. Б. Хавкіна.
- «Тризначні авторські таблиці Каттера», 1931,
- «Індія»,
- «М. О. Некрасов, його життя і твори»,
- «Розповіді про Японію»,
- «Сервантес»,
- «Як люди навчились писати та друкувати книги».

## Пам'ять
Меморіальну дошку заслуженій діячці науки Любові Хавкіній відкрили 24 жовтня 2013 року на фасаді будівлі Харківської державної наукової бібліотеки ім. В. Г. Короленка.
З 2009 року проводиться регіональний науковий конкурс імені Л. Б. Хавкіної, спрямований на професійний розвиток молодих науковців та фахівців інформаційної, бібліотечної, архівної справи, музеєзнавців, культурологів, документознавців віком до 35 років. Переможці нагороджуються у номінаціях «Наукові праці» та «Інноваційні проекти».